# Centro Andaluz de las Letras
El Centro Andaluz de las Letras es un organismo dependiente de la Consejería de Turismo, Cultura y Deporte de la Junta de Andalucía, a través de la Agencia Andaluza de Instituciones Culturales, dedicado a promocionar el libro andaluz y a impulsar la creación literaria en la comunidad autónoma de Andalucía y el conocimiento de su literatura. Tiene su sede en la ciudad de Málaga, aunque desarrolla su labor en todo el territorio de la comunidad.
Las actividades del centro se concentran en fomentar la producción editorial andaluza, promoviendo la participación en las ferias y mercados del sector, así como en diseñar campañas de fomento de la lectura.
La sede del centro se encuentra en un antiguo edificio de viviendas situado en el número 24 de la calle Álamos, cuya decoración de la fachada ha sido atribuida a Fernando Guerrero Strachan.

## Programas
Programas asignados al Centro Andaluz de las Letras: 
- Autores y autoras noveles
- Ciudades Literarias
- Feria del libro
- PoetiCAL
- Red andaluza de clubes de lectura
- Otros programas